# Târgu Neamț
Târgu Neamț (in latino Ante Castrum Nempch, in ebraico e in yiddish טרגו נאמץ‎?, in ungherese Németvásár, in tedesco Deutschmarkt o Niamtz, in turco Niyamiç) è una città della Romania di 20 856 abitanti, ubicata nel distretto di Neamț, nella regione storica della Moldavia. 
Fanno parte dell'area amministrativa anche le località di Blebea, Humulești e Humuleștii Noi.

## Amministrazione

### Gemellaggi
- Belgio, Dendermonde
- Cina, Quing Zhon
- Francia, Panazol
- Francia, Saint-Étienne
- Moldavia, Telenești